# Gel·li Fusc
Gel·li Fusc (en llatí Gellius Fuscus) va ser un escriptor romà del segle iii. Va escriure alguns relats sobre la vida de Tètric II, un dels trenta tirans mencionats per Trebel·li Pol·lió a la Historia Augusta.